# SN 2002ir
SN 2002ir – supernowa typu Ia odkryta 30 października 2002 roku w galaktyce A000859+0057. W momencie odkrycia miała maksymalną jasność 21,40m.